# Going Somewhere
| Críticas profissionais | Críticas profissionais |
| Avaliações da crítica  | Avaliações da crítica  |
| Fonte                  | Avaliação              |
| ---------------------- | ---------------------- |
| allmusic               | link                   |

Going Somewhere é o sexto álbum de estúdio do cantor escocês Colin Hay, lançado em 24 de abril de 2001.

## Faixas
Todas as faixas por Colin Hay, exceto onde anotado.
1. "Beautiful World" — 4:04
2. "Looking for Jack" (Alsop, Hay) — 2:56
3. "Going Somewhere" — 2:40
4. "Wayfaring Sons" — 3:42
5. "Children on Parade" — 3:38
6. "My Brilliant Feat" (Hay, Talbot) – 3:26
7. "Waiting for My Real Life to Begin" (Hay, Mooney) – 5:46
8. "Don't Wait Up" — 4:00
9. "Lifeline" (Fischer, Hay) – 4:02
10. "Circles Erratica" — 4:05
11. "Water Song" — 4:10
12. "Maggie" — 4:21
13. "I Don't Know Why" — 2:53